# Erdkehlgraven
Erdkehlgraven et et vandområde mellem Refshalevej og Frederiksholm øst for Christiania i København. Området afgrænses mod syd af Laboratoriegraven og mod nordvest af Tømmergraven og Maskingraven.

## Etymologi
På tysk hedder den del af et fæstningsanlæg, der vender væk fra fjenden, for "kehl" eller "kehle" (på dansk hedder det en strube) og da "Erd" er tysk for jord, bliver det til "jordstruben" eller en strube af jord. Erdkehlgraven ligger netop mellem selve Holmen og rækken af bastioner, der vender ud imod Amager og ligger dermed opad bastionernes struber.

## Historie
Erdkehlgraven opstod i forbindelse med anlæggelsen af Nyværk 1682-92.
I forbindelse med udbygningen af Holmen er Erdkehlgraven efter 1692 til stadighed blevet mindre.

### Fredens Havn
I Erdkehlgraven lå tidligere den selvregulerede flydende bebyggelse Fredens Havn, der blev etableret fra 2006 men kendt ulovlig af Kystdirektoratet i 2015. Fortalere så den som et eksperiment med klimatilpasning og alternativ levevis i byen. Modstandere klagede til gengæld over miljøsvineri, sunkne både og at gentagne påbud om at fjerne bådene ikke blev fulgt.
Københavns Kommune og staten havde længe ønsket at få ryddet op i Fredens Havn, fordi den var ulovlig. Mange af de både, vrag og anlæg, der lå i området, var desuden sunkne og forladte. I begyndelsen af 2019 indgik kommunen og staten derfor en aftale om oprydning. Efterfølgende sendte Kystdirektoratet så et fire ugers varsel 7. og 8. februar 2019 om påbud til ejerne om at fjerne deres anlæg og både. I det omfang det ikke skete, ville en fjernelse blive sendt i udbud. Fjernelsen forventedes at koste ca. 25 mio. kr. fordelt på 15 mio. kr. fra Miljø- og Fødevareministeriet og 10 mio. kr. fra kommunen. Derudover var kommunen klar til at tage sig af de berørte beboere i området, der for størstedelens vedkommende var socialt udsatte.
Ejerne fjernede ikke deres både som påbudt, men den offentlige rydning af området trak dog også ud. Først i december 2019 blev rydningen sendt i udbud med frist 16. januar 2020. Rydningen af de både, vrag og platforme, som ingen havde meldt sig som ejere af påbegyndtes 15. april 2020. Ejerne af resten blev politianmeldt af Kystdirektoratet for ikke at have overholdt påbuddet. I begyndelsen af juni 2020 var omkring 70 af de omkring 140 både og vrag i området blevet fjernet. Syv beboere klagede imidlertid over rydningen, så for deres vedkommende måtte Kystdirektoratet vente, til deres klager var behandlet. Københavns overborgmester Frank Jensen glædede sig dog over den foreløbige oprydning af, hvad han betegnede som en maritim losseplads i et smukt naturområde. Både han og miljøminister Lea Wermelin ville desuden være sikre på, at der ikke ville opstå en lignende situation, når området var ryddet.
I august 2020 afsagde Københavns Byret fem domme, hvor beboere i Fredens Havn blev idømt bøder for ikke at have fulgt påbuddene og yderligere månedlige bøder til bådene blev fjernet. Afgørelsen blev appelleret til Østre Landsret. Beboerne henviste til, at de ikke fungerede ikke i lejligheder, og at fjernelse af bådene var i strid med Den Europæiske Menneskerettighedskonventions artikel 8 om ret til respekt for sit hjem. Landsretten afviste imidlertid ved sin dom i maj 2021, at det var i strid med konventionen, og stadsfæstede i store træk byrettens dom. I sommeren 2021 boede der omkring ti personer i Fredens Havn. Da Kystdirektoratet gik i gang med den sidste oprydning 4. januar 2022, var man imidlertid nede på en håndfuld, der alle havde fået andre steder at bo. Bådene blev kørt til en oplagsplads.